# جایزه سینمایی انتخاب منتقدان برای بهترین بازیگر مرد کمدی

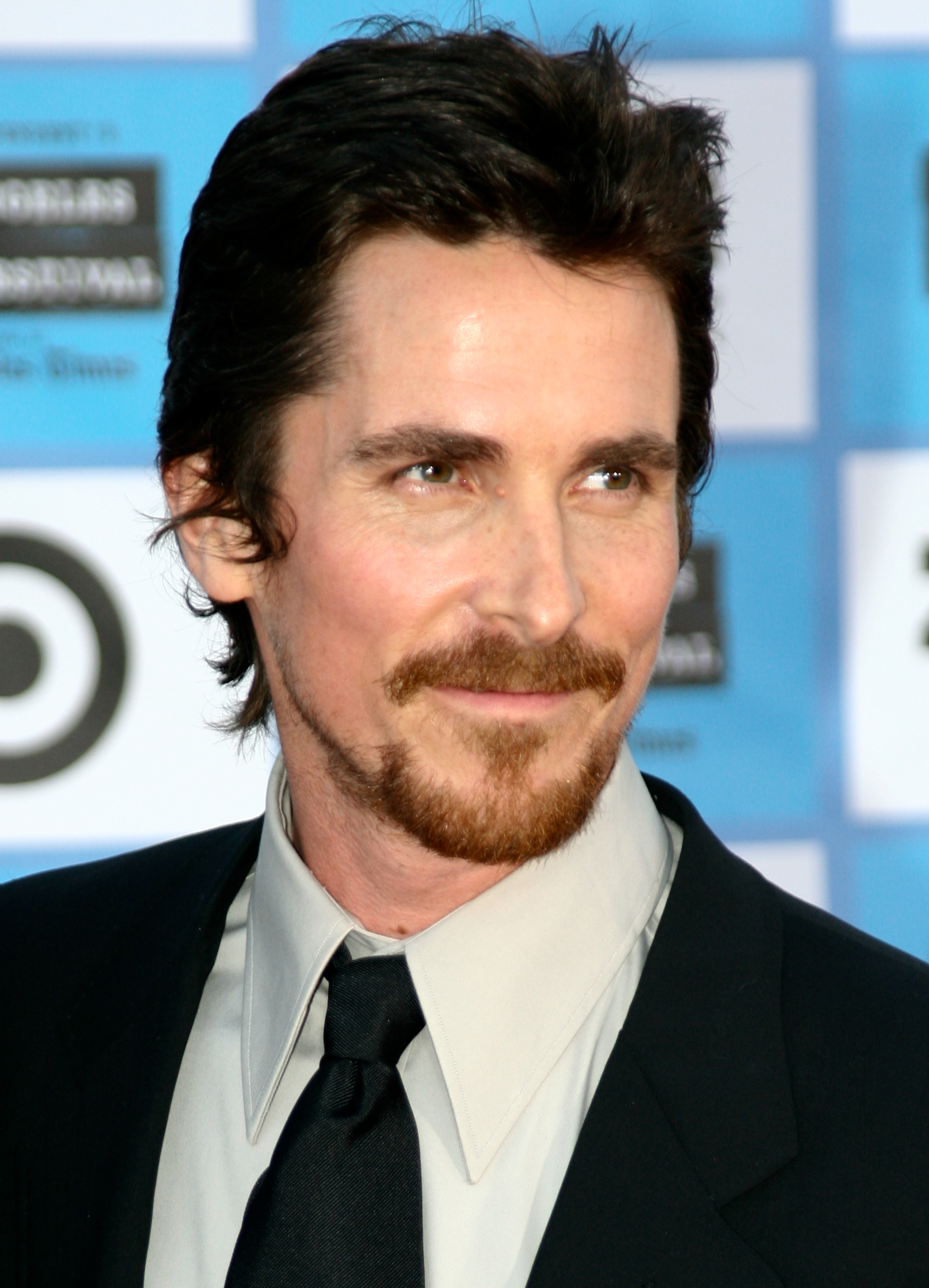
کریستین بیل برنده ی جایزه ی سینمایی انتخاب منتقدان برای بهترین بازیگر مرد کمدی برای فیلم حقه بازی امریکایی

جایزه سینمایی انتخاب منتقدان برای بهترین بازیگر مرد کمدی (انگلیسی: Critics' Choice Movie Award for Best Actor in a Comedy) جایزه‌ای که توسط انجمن منتقدان پخش فیلم به فعالان بخش سینما داده می‌شود.

## لیست برنده‌ها و نامزدها
۲۰۱۲: بردلی کوپر – دفترچه امیدبخش در نقش Patrick "Pat" Solitano, Jr. ‡
- جک بلک – برنی (فیلم ۲۰۱۱) در نقش Bernhardt "Bernie" Tiede II
- پل راد – این است ۴۰ در نقش Pete
- چنینگ تیتوم – خیابان جامپ شماره ۲۱ (فیلم) در نقش Greg Jenko / Brad McQuaid
- مارک والبرگ – تد (فیلم) در نقش John Bennett

۲۰۱۳: لئوناردو دی‌کاپریو – گرگ وال استریت در نقش جردن بلفورت ‡
- کریستین بیل – حقه‌بازی آمریکایی در نقش Irving Rosenfeld ‡
- جیمز گاندولفینی – بحث کافیه در نقش Albert
- سایمون پگ – ته دنیا در نقش Gary King
- سام راکول – راه راه بازگشت در نقش Owen

۲۰۱۴: مایکل کیتون – بردمن (فیلم) در نقش Riggan Thomson ‡
- جان فاورو – آشپز (فیلم ۲۰۱۴) در نقش Carl Cدر نقشper
- رالف فاینس – هتل بزرگ بوداپست در نقش Monsieur Gustave H.
- بیل مری – وینسنت مقدس (فیلم) در نقش Vincent MacKenna
- کریس راک – پنج‌تای برتر در نقش Andre Allen
- چنینگ تیتوم – خیابان جامپ شماره ۲۲ در نقش Greg Jenko

۲۰۱۵: کریستین بیل – رکود بزرگ (فیلم) در نقش Michael Burry ‡
- استیو کارل – رکود بزرگ (فیلم) در نقش Mark Baum
- رابرت دنیرو – کارآموز (فیلم ۲۰۱۵) در نقش Ben Whitaker
- بیل هیدر – فاجعه (فیلم) در نقش Dr. Aaron Conners
- جیسون استاتهام – جاسوس (فیلم ۲۰۱۵) در نقش Rick Ford

۲۰۱۶: رایان رینولدز – ددپول (فیلم) در نقش ددپول
- رایان گاسلینگ – مردان خوب در نقش Holland March
- هیو گرانت – فلورانس فاستر جنکینز (فیلم) در نقش St. Clair Bayfield
- دواین جانسون – اطلاعات مرکزی (فیلم) در نقش Robbie Wheirdicht / Bob Stone
- ویگو مورتنسن – کاپیتان خارق‌العاده (فیلم) در نقش Ben Cash ‡